# Мехмед Емин Али паша
Мехмед Емин Али (Аали) паша (на турски: Mehmed Emin Âli Paşa; 1815 – 1871), известен също като Али паша и Мехмед Емин, е османски държавник и велик везир на Османската империя.

## Биография
Роден в семейството на държавен служител в Цариград. Перфектното владеене на френски език бързо го издига в дипломатическата кариера, в началото като преводач, а после и като секретар на посолството във Виена. През 1840 е министър за външните работи, а след това работи 3 години като посланик в Лондон.
Заема валийски постове в империята. През февруари 1840 година наследява Мехмед Хасиб паша като валия на Солунския еялет и остава на поста до юли 1840 година. Едновременно с това е валия и в Трикала.
Няколко пъти бил министър, посланик и велик везир. Председател на танзиматския съвет, един от създателите на Хатихумаюна. Бил най-добрият познавач на българския въпрос. 
През 1869 г. като велик везир натоварил Гаврил Кръстевич да изработи проект за ферман за учредяване на Българската екзархия – по негово време това става чрез фермана от 1870 година, чийто автор е Али паша.